# Сан-Хуан (провінція Аргентини)
Сан-Хуа́н (ісп. San Juan) — провінція Аргентини, розташована на заході країни. Межує з провінціями Ла-Ріоха на півночі і сході, Сан-Луїс на південному заході, Мендоса на півдні та з Чилі на заході. Столиця провінції — місто Сан-Хуан.

## Географія

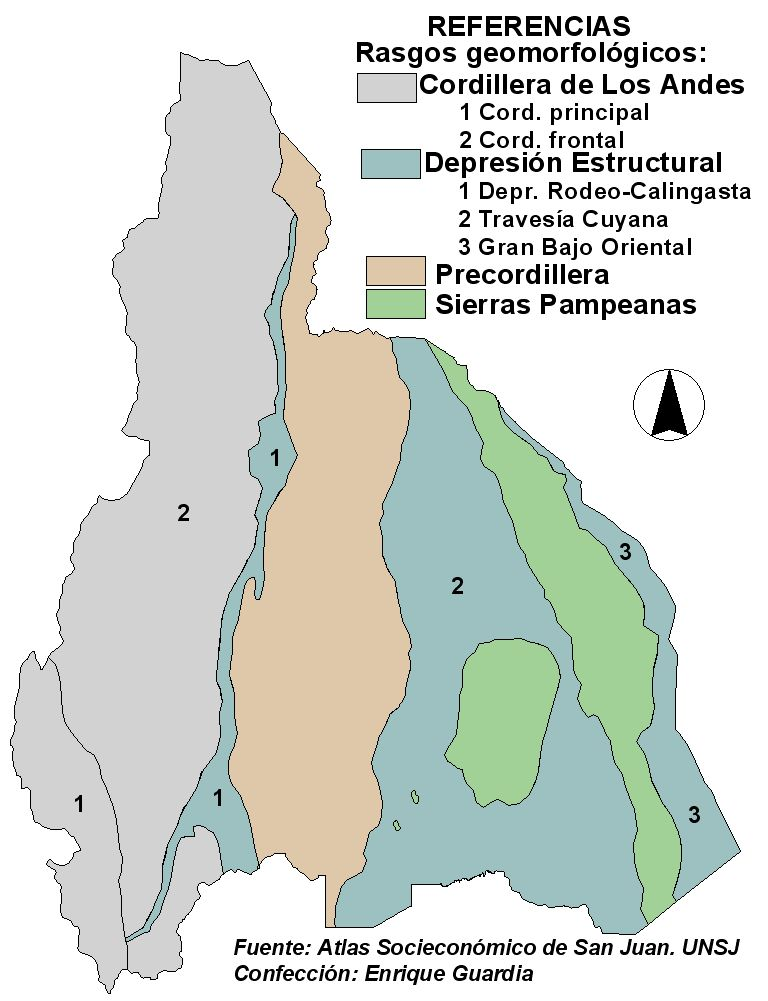
Мапа природних зон Сан-Хуана. Сірим показані Анди, коричневим — Прекордильєра, зеленим — Пампінські гори, інше — низини

Провінція Сан-Хуан знаходиться на заході Аргентини і входить до складу географічного регіону Куйо.
Рельєф переважно гористий. На заході провінції знаходять Анди, зокрема хребти Головна Кордильєра і Прекордильєра. Найвищою точкою є гора Мерседаріо (6770 м), найнижчою — болота Гванакаче (600 м). На сході розташовані посушливі рівнини, над якими знаходяться Пампінські гори. Загалом провінція знаходиться у сейсмонебезпечній зоні.
Клімат Сан-Хуана континентальний посушливий. Переважає вітер Сонда. Середня річна кількість опадів становить близько 100 мм.
Найважливішими річками провінції є Хачаль, Сан-Хуан, Лос-Патос, Уако. На багатьох річках збудовані ГЕС, найбільшими з яких є Ульюм, Караколес і Квеста-дель-В'єнто. У долині річок зосереджена більшість рослинності й осередків сільського господарства.

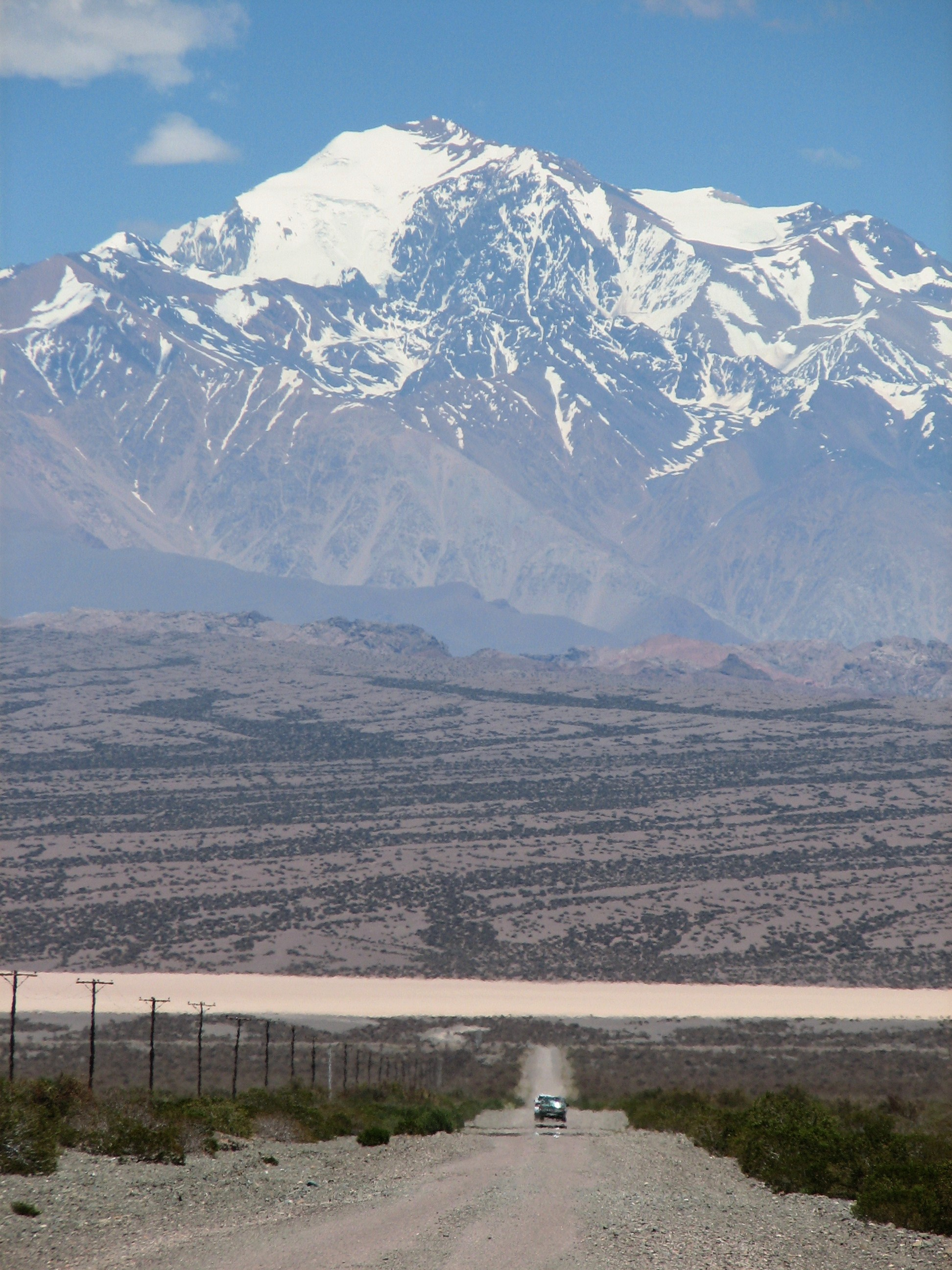
Мерседаріо
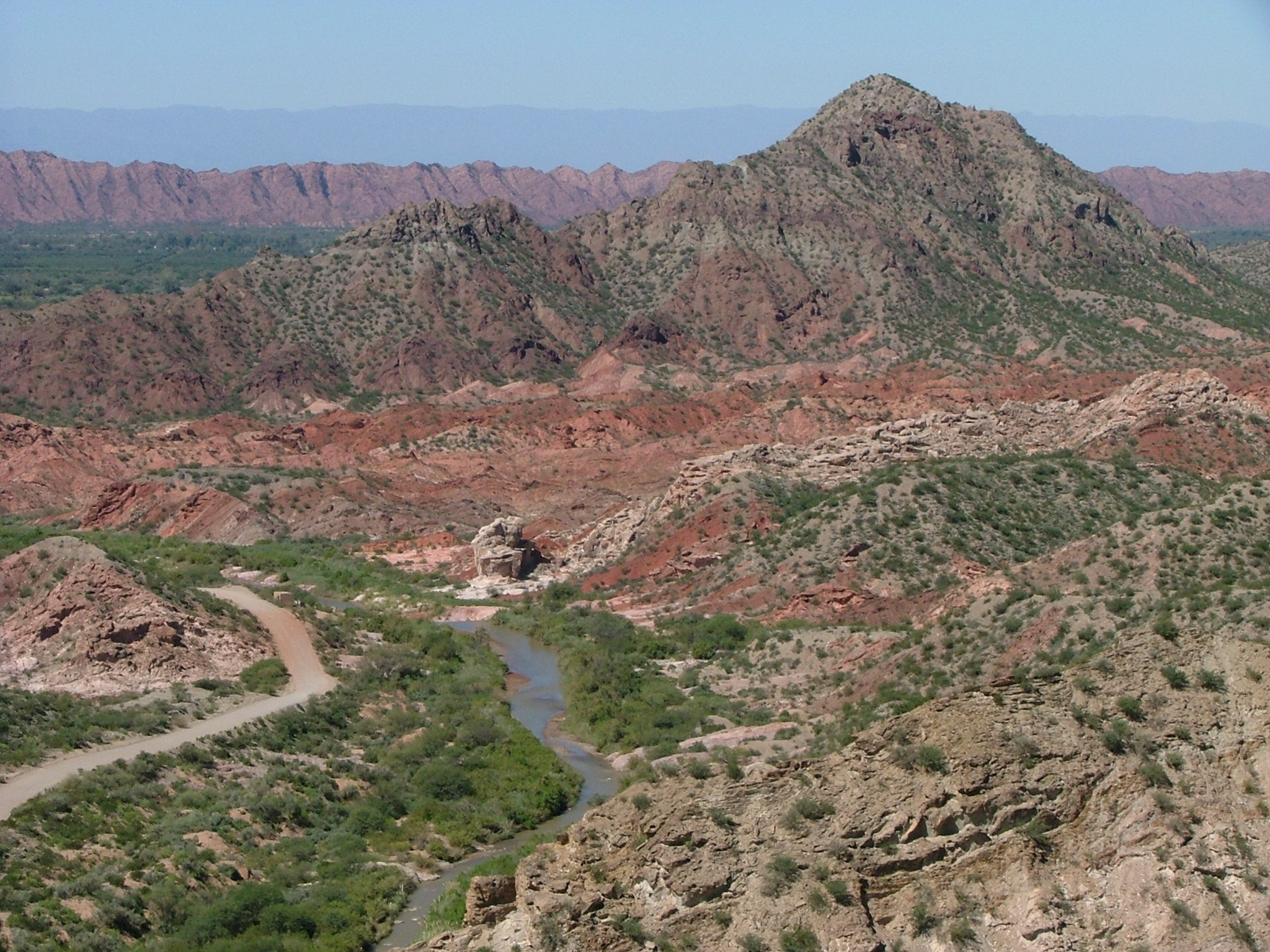
Долина Уако
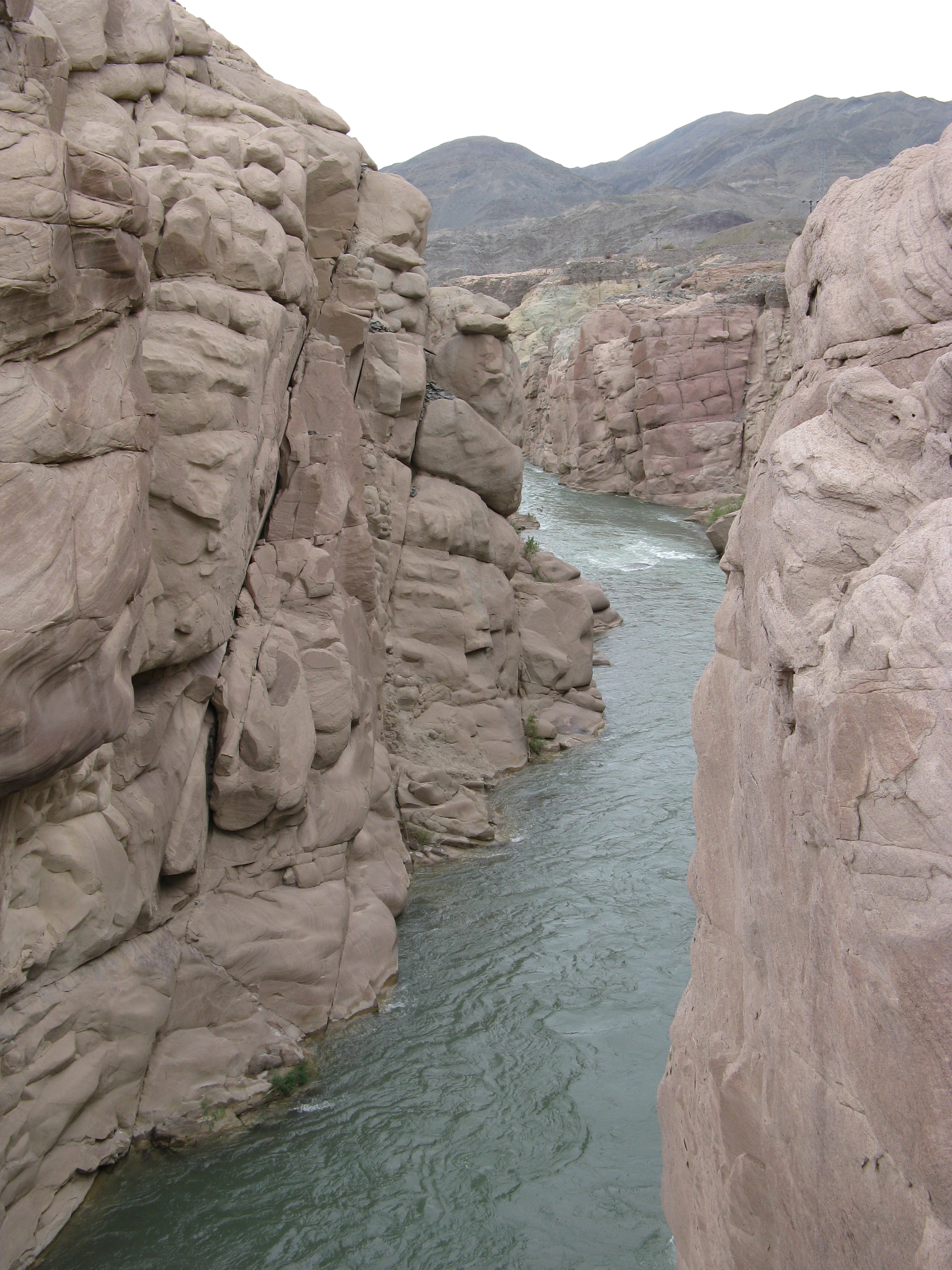
Річка Хачаль
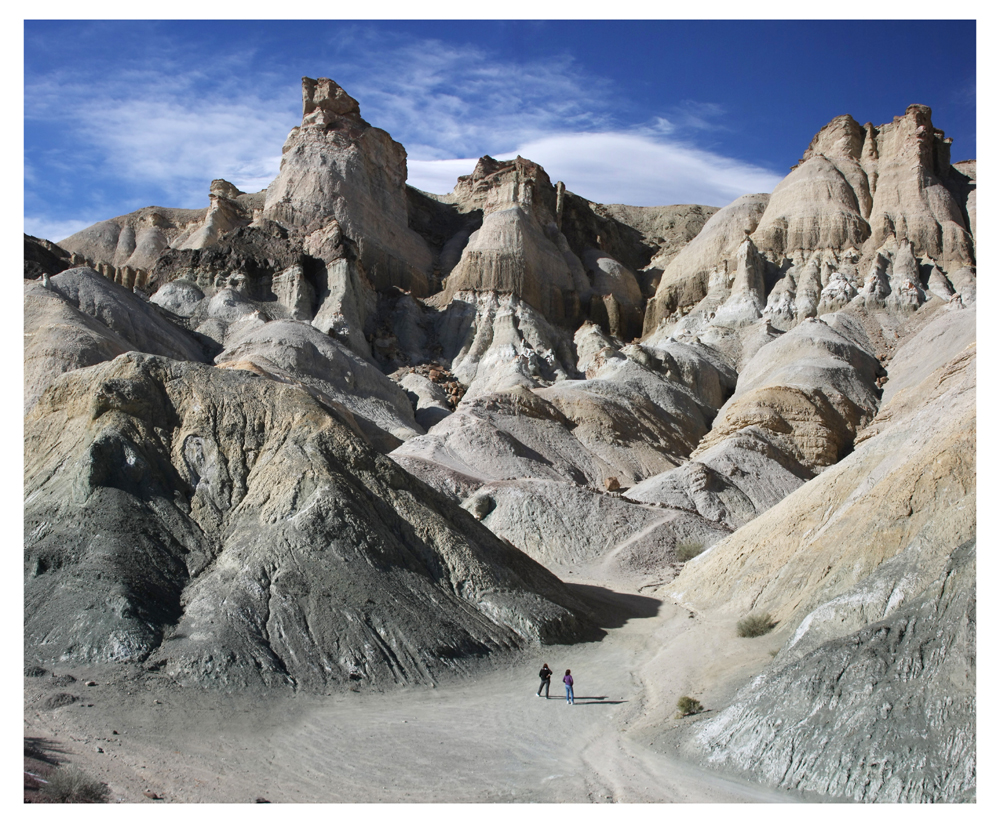
Гора Алькасар

## Історія

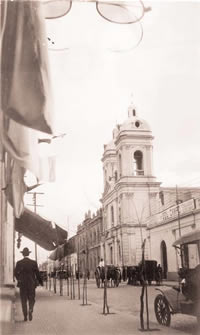
Місто Сан-Хуан 1894 року

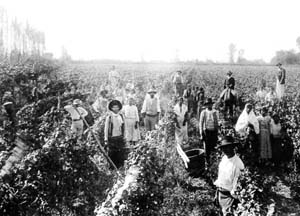
Збір врожаю винограду 1890 р

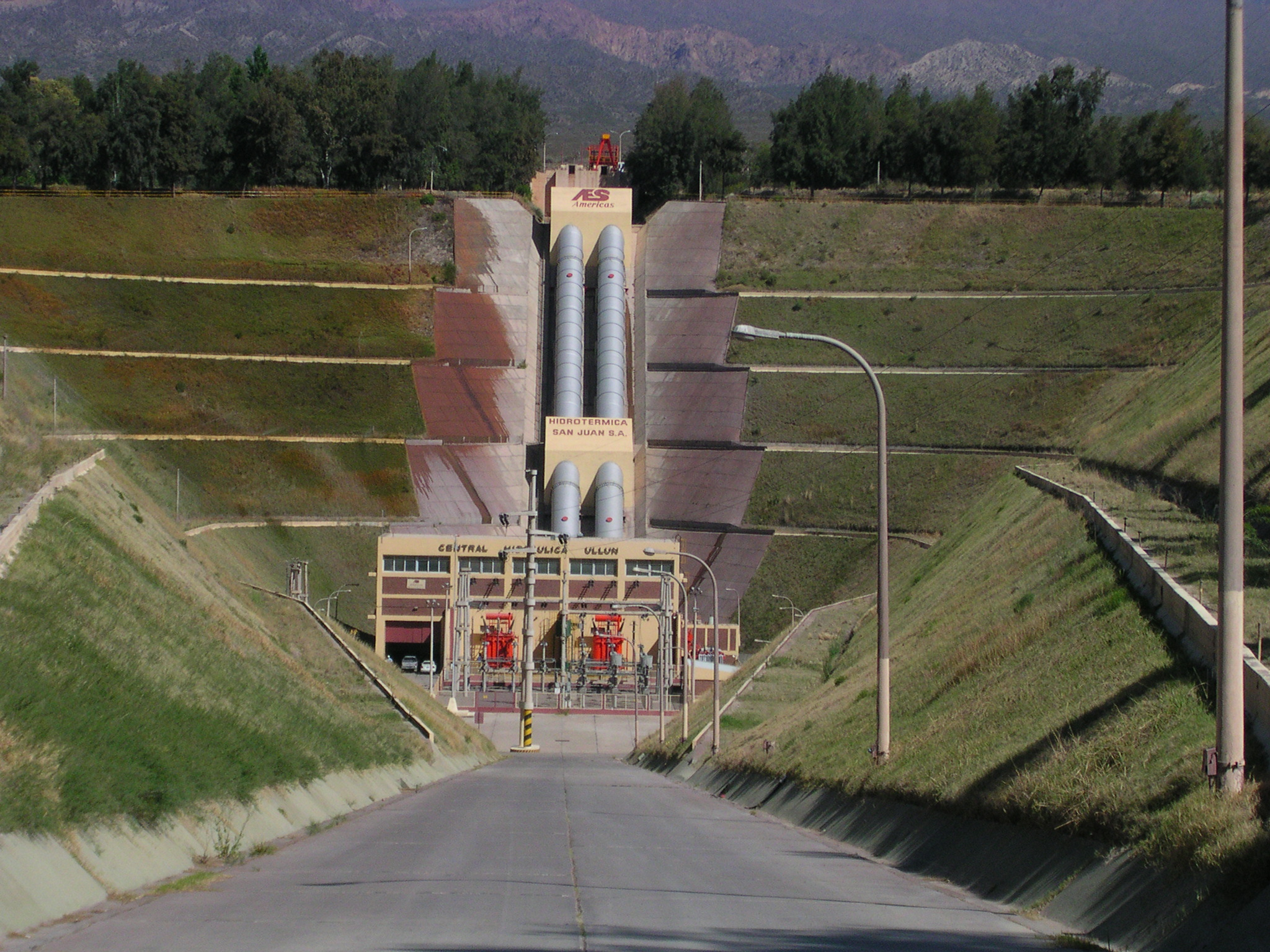
ГЕС Ульюм

До прибуття європейців землі, де зараз знаходиться провінція Сан-Хуан, була заселена індіанськими племенами уарпе (на півдні), олонгаста (на північному заході), капаяни (у долинах річок).
Першим іспанцем, який побував тут, був капітан Франсіско де Вільягра 1551 року. 13 червня 1562 року Хуан Хуфре де Лоайса-і-Монтесе за наказом Вільягри заснував місто Сан-Хуан-де-ла-Фронтера. На той час землі Сан-Хуана входили до складу регіону Куйо зі столицею у місті Мендоса, який знаходився під владою генерал-капітанства Чилі, залежного від віце-королівства Перу.
25 червня 1751 року Хуан де Ечегарай заснував друге місто на цих землях — Сан-Хосе-де-Хачаль.
1777 року після створення віце-королівства Ріо-де-ла-Плата регіон Куйо опинився у його складі. Королівським указом від 29 липня 1782 року Куйо було включено до новоствореного інтендантства Кордова-де-Тукуман.
7 липня 1810 року уряд Сан-Хуана визнав Травневу революцію і відправив свого депутата до новоствореного парламенту. 29 листопада 1813 року було відновлено інтендантство Куйо.
9 січня 1820 року у Сан-Хуані спалахнуло повстання. 1 березня було оголошено про автономію провінції Сан-Хуан. Мар'яно Мендісабаль став першим її губернатором. 21 травня Мендісабаля було скинуто і його місце зайняв Хосе Ігнасіо Фернандес де Марадона. 23 березня Марадона підписав договір з урядом Мендоси, за яким та визнавала автономію Сан-Хуана.
21 січня 1821 року розпочав роботу парламент провінції. 7 квітня 1856 року було прийнято конституцію Сан-Хуана.
1861 року Хуан Саа вторгся у провінцію, розгромивши її військо і вбивши губернатора. 1862 року губернатором Сан-Хуана став Домінго Фаустіно Сарм'єнто, за правління якого розпочався період процвітання провінції: будувалися нові дороги, школи, ферми, шахти, прибували нові поселенці. Згодом Сарм'єнто став президентом Аргентини.
1870 року було затверджено адміністративно-територіальний поділ провінції на 18 департаментів.
1931 року було проведено залізницю до департаменту Хачаль. 1936 року було збудовано мости над річкою Сан-Хуан.
1944 року відбувся землетрус силою 7,8 балів за шкалою Ріхтера з епіцентром за 20 км від міста Сан-Хуан. Загинуло близько 10 000 людей, місто було майже повністю знищене.
25 червня 1966 року було підписано договір про встановлення кордонів між провінціями Сан-Хуан і Мендоса. 23 грудня 1968 року було законодавчо визначено межі з Ла-Ріохою, хоча згодом Ла-Ріоха відмовилася визнавати цей закон, через що кордони з нею досі остаточно не встановлені.
1973 року було засновано Національний університет Сан-Хуана.
23 листопада 1977 року у провінції Сан-Хуан відбувся землетрус силою 7,4 бали за шкалою Ріхтера. Постраждали департаменти Каусете, 25 травня, 9 липня, Сан-Мартін і Ангако. 65 людей загинуло і 300 були поранені.
1980 року була відкрита гідроелектростанція Ульюм.
1994 року перестала функціонувати залізниця.
1998 року почалося спорудження ГЕС Караколес.
2001 року у провінції сталася політична криза. Багато депутатів пішли у відставку, відбулися громадські заворушення у багатьох містах.

## Економіка

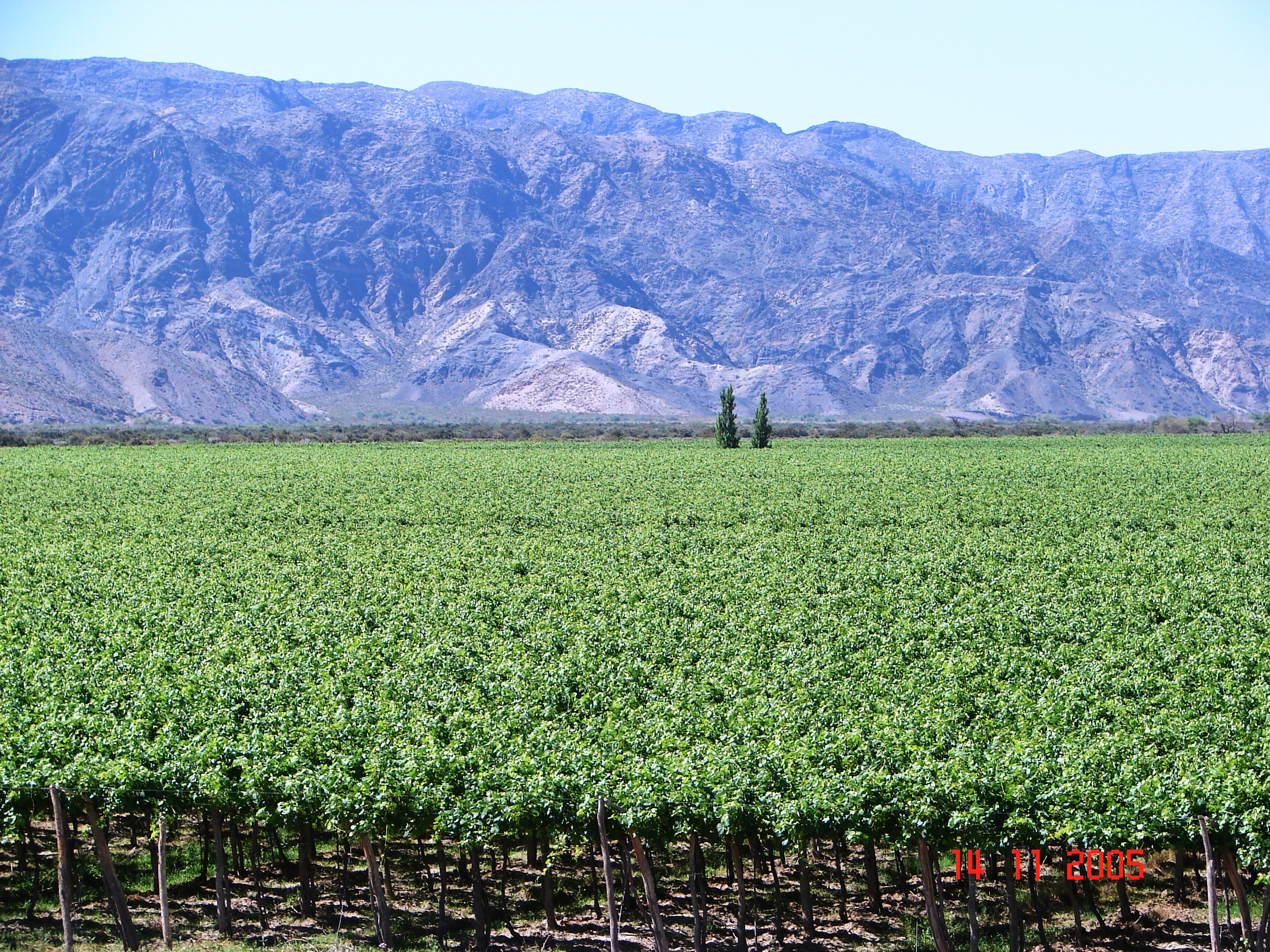
Виноградники Сан-Хуана

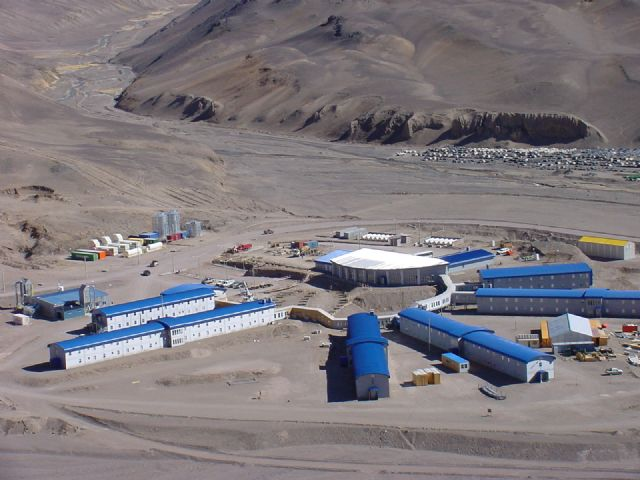
Веладеро

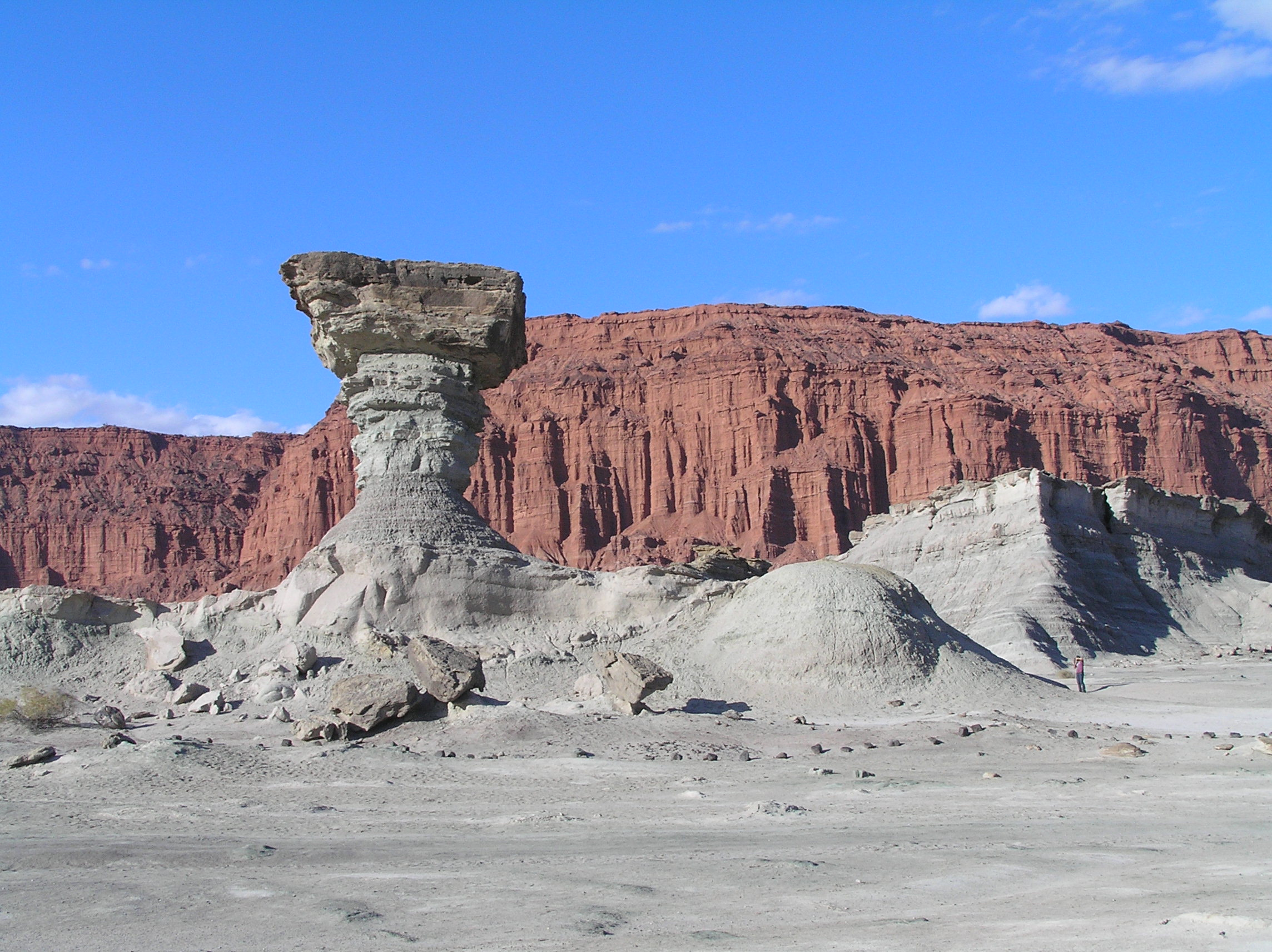
провінціальний парк Ісчіґуаласто

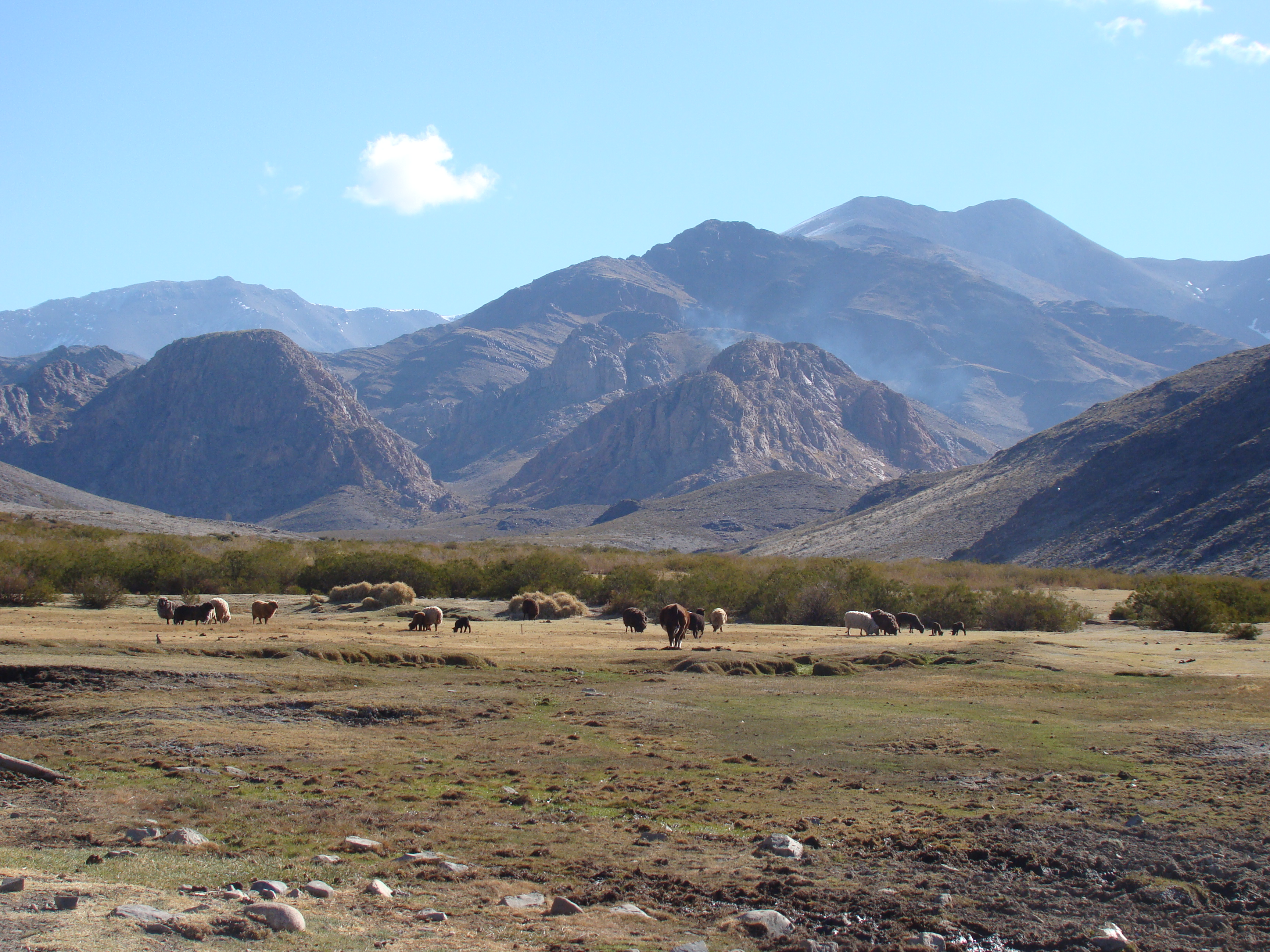
Скотарство

Експорт Сан-Хуана за 2009 рік склав 1 млрд доларів, що є шостим результатом серед провінцій Аргентини.
Основою економіки Сан-Хуана є сільське господарство, перш за все виноградарство. Провінція є другою за обсягами виробництва вина в Аргентині, на неї припадає 21,69 % площі виноградників країни. Виноград почали вирощувати у Сан-Хуані ще у 1569—1589 роках.
Також у провінції вирощується багато маслин, виробляється олія і консервовані оливки. Іншими важливими сільськогосподарськими культурами є персик, айва, яблуко, диня, кавун, помідор, цибуля, спаржа, гарбуз.
Як і у решті провінцій регіону Куйо, скотарство розвинене слабко. На Сан-Хуан припадає лише 4 % національної продукції цієї галузі. Найрозвиненішим є вирощування кіз і свиней.
Основною галуззю промисловості є харчова, перш за все виноробство і виробництво соків. Також присутні підприємства хімічної, металургійної, текстильної промисловості, виробництво цементу.
Провінція Сан-Хуан багата на корисні копалини, на гірничодобувну промисловість припадає 58,4 % її прибутків. За місцем знаходження гірничих ресурсів провінцію можна умовно поділити на 3 зони:
- Захід, де видобувають золото, мідь, свинець, срібло, цинк, молібден, миш'як, вісмут, ліпарит.
- Центр (найрозвиненіший), де видобувають вапняк, доломіт, діатоміт, бентоніт, каолін, гравій, сульфат натрію, травертин, мармур, сланці.
- Схід, де видобувають, де видобувають мармур і сланці[11]

Основними центрами гірничодобувної промисловості є Веладеро, Паскуа-Лама, Гвакамайо.
2006 року розпочалися пошуки нафти.
Останнім часом почав розвиватися туризм, особливо привабливі для відвідувачів провінціальний парк Ісчіґуаласто, гори і виноградники.

## Освіта
| Освіта у провінції Сан-Хуан (2009) | Освіта у провінції Сан-Хуан (2009) | Освіта у провінції Сан-Хуан (2009) | Освіта у провінції Сан-Хуан (2009) |
| Рівень                             | Навчальних закладів                | Учнів                              | Працівників                        |
| ---------------------------------- | ---------------------------------- | ---------------------------------- | ---------------------------------- |
| Дошкільні                          | 362                                | 22 335                             | 1 088                              |
| - державні                         | 317                                | 16 429                             | 846                                |
| - приватні                         | 45                                 | 5 906                              | 242                                |
| Початкові                          | 401                                | 89 346                             | 5 933                              |
| - державні                         | 353                                | 72 855                             | 5 042                              |
| - приватні                         | 48                                 | 16 491                             | 891                                |
| Середні                            | 279                                | 60 401                             | 2 547                              |
| - державні                         | 232                                | 47 880                             | 2 093                              |
| - приватні                         | 47                                 | 12 521                             | 454                                |
| Вищі                               | 35                                 | 6 923                              | 312                                |
| - державні                         | 16                                 | 4 110                              | 216                                |
| - приватні                         | 19                                 | 2 813                              | 96                                 |

## Адміністративно-територіальний поділ
Провінція Сан-Хуан поділяється на 19 департаментів, межі яких збігаються з муніципалітетами.
| Департамент   | Адміністративний центр               | Площа (км²) | Мапа | Населення (2010) |
| Альбардон     | Хенераль-Сан-Мартін                  | 915         |      | 23.863           |
| Ангако        | Ель-Сальвадор                        | 1.865       |      | 8.178            |
| Калінгаста    | Тамберіас                            | 22.589      |      | 8.453            |
| Столичний     | Сан-Хуан                             | 30          |      | 108.720          |
| Каусете       | Каусете                              | 7.502       |      | 38.513           |
| Чімбас        | Вілья-Паула-Альбаррасін-де-Сарм'єнто | 62          |      | 87.739           |
| Іглесіа       | Родео                                | 19.801      |      | 9.141            |
| Хачаль        | Сан-Хосе-де-Хачаль                   | 14.749      |      | 21.812           |
| 9 липня       | 9 липня                              | 185         |      | 9.314            |
| Посіто        | Вілья-Аберастайн                     | 515         |      | 51.480           |
| Росон         | Вілья-Краусе                         | 300         |      | 114.946          |
| Рівадавія     | Рівадавія                            | 157         |      | 82.985           |
| Сан-Мартін    | Вілья-Сан-Мартін                     | 435         |      | 10.969           |
| Санта-Лусія   | Санта-Лусія                          | 45          |      | 48.137           |
| Сарм'єнто     | Медья-Агва                           | 2.782       |      | 22.176           |
| Ульюм         | Вілья-Ібаньєс                        | 4.391       |      | 4.982            |
| Вальє-Фертіль | Вілья-Сан-Агустін                    | 6.419       |      | 7.201            |
| 25 травня     | Вілья-Санта-Роса                     | 4.519       |      | 17.053           |
| Сонда         | Вілья-Басіліо-Ньєвас                 | 4.391       |      | 4.765            |